# Thanatus stripatus
Thanatus stripatus är en spindelart som beskrevs av Benoy Krishna Tikader 1980. Thanatus stripatus ingår i släktet Thanatus och familjen snabblöparspindlar. Inga underarter finns listade i Catalogue of Life.